# Guinness Storehouse
Das Guinness Storehouse ist ein Museum in der irischen Hauptstadt Dublin über die 250 Jahre alte Geschichte des Bieres Guinness und der Guinness-Brauerei.
Ursprünglich wurde im Gebäude des heutigen Museums der Fermentationsprozess durchgeführt, bei dem die Hefe dem Biersud beigefügt wird. Das Gebäude wurde im Stil der Chicagoer Schule für Architektur konstruiert und 1904 fertiggestellt. Den Kern des Gebäudes bildet heute die Form eines riesigen Pintglases, welches vom Erdgeschoss bis in das Dachgeschoss reicht.
Es werden anschaulich in sieben Stockwerken die Geschichte von Arthur Guinness sowie der Herstellungsprozess, die Vertriebswege sowie alle Arten von Werbung gezeigt. Im Dachgeschoss des Hauses befindet sich die Gravity Bar; hier erhält man das im Eintrittspreis enthaltene Pint Guinness und kann es bei einem 360-Grad Panoramablick über Dublin genießen.
Darüber hinaus bietet das Guinness Storehouse Räumlichkeiten für Tagungen und Konferenzen, an denen bis zu 300 Konferenzteilnehmer teilnehmen können. Das Mehrzweckgebäude bietet Platz für bis zu 2.000 Besucher.

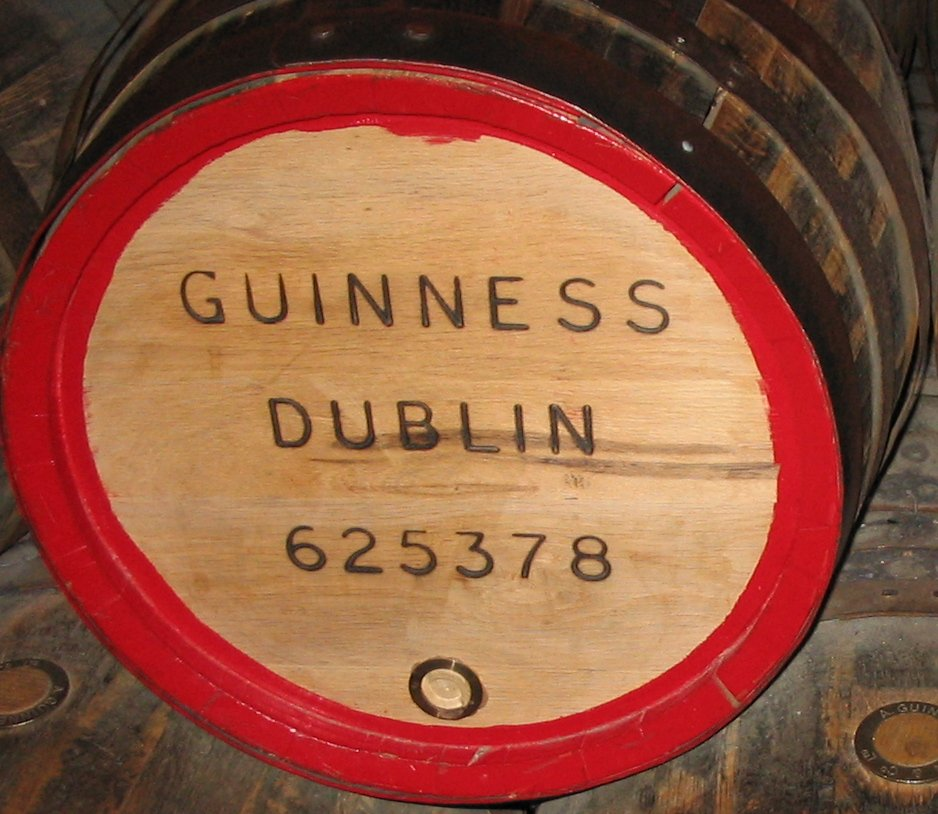
„Guinness“ - Bierfass